# Kanton Villeurbanne-Sud
Kanton Villeurbanne-Sud (francouzsky Canton de Villeurbanne-Sud) je francouzský kanton v departementu Rhône v regionu Rhône-Alpes. Tvoří ho pouze jižní část města Villeurbanne.